# Spongia mollicula
Spongia mollicula är en svampdjursart som beskrevs av Hyatt 1877. Spongia mollicula ingår i släktet Spongia och familjen Spongiidae. Inga underarter finns listade i Catalogue of Life.